# Eduard Loch
Eduard Loch (né le 30 avril 1868 à Memel, Lituanie prussienne et mort le 30 septembre 1945 à Meiningen) est un philologue allemand et étudiant historien à Königsberg.

## Biographie
En tant que fils de Johann Eduard Loch (de), Loch étudie au lycée de Bartenstein. Après avoir obtenu son diplôme d'études secondaires, il étudie la philologie classique, l'histoire, la géographie et plus tard le français à l'Université de Königsberg et à l'Université Frédéric-Guillaume de Berlin. En 1890, il obtient un doctorat. Loch écrit, entre autres choses, sur le nord-ouest de la Sambie et sur l'isthme de Courlande. Pendant plus de 40 ans, il participe à la Société prussienne des antiquités (de) et à l'Association d'histoire de la Prusse-Orientale et Occidentale.

### Königsberg
Il réussit l'examen d'enseignant principal en 1891 et étudie au lycée royal Guillaume de Königsberg (de) en tant que membre du séminaire pédagogique pendant une année de séminaires. En 1892/93, il termine son année probatoire au Collège Fridericianum, où il reste comme professeur assistant bénévole jusqu'en 1894. À partir de 1895, il est professeur assistant scientifique à l'école secondaire de Pillau. Au même titre, il est nommé au lycée de la vieille ville par le magistrat de la ville de Königsberg en 1897. Là, il est nommé professeur principal en 1900 et professeur de lycée en 1908. En 1902/03, il peut se rendre en Italie grâce à une bourse de voyage de l'Institut archéologique allemand. De 1913 à 1932, Loch est directeur de l'école Reine-Louise de Königsberg (de), fondée en 1811. Pour le 185e anniversaire, sa fille Erika et sa petite-fille Gabriele visite l'ancienne école de filles. Comme il est écrit dans la publication commémorative, "sa fille de 91 ans a décrit de manière vivante cette période de son activité. Les années de guerre et d'après-guerre auraient imposé au directeur d'école des charges épuisantes, mais il aurait ensuite réussi à réaliser son plus grand objectif pour l'école, et cela l'aurait rendu fier et heureux : la branche humaniste a été ajoutée au lycée existant.". Pendant la Première Guerre mondiale, il reçoit la Croix du Mérite d'aide à la guerre. Dans la République de Weimar, il est directeur principal des études depuis 1922 et prend sa retraite en 1932. Après avoir fui la Prusse-Orientale avec sa femme lors de la fuite et de l'expulsion des Allemands d'Europe centrale et orientale de 1945 à 1950, il meurt brisé à Meiningen.

### Historien des corps
Au cours du semestre d'été 1886, il devient membre du Corps Masovia Königsberg avec Paul Hensel (de) et avant Wilhelm Kuhr (de). Loch devieny l'historien le plus important du corps d'État de Mazurie. Il écrit son histoire de 1905 à 1910 ainsi que les deux premiers volumes de la publication commémorative en trois parties pour le 100e anniversaire de la Fondation (1930/1933) avec de nouveaux résultats de recherche sur les origines de la Mazovie. La description du 70e anniversaire de la Fondation en 1900 vient encore de sa plume. , les répertoires totaux des membres pour 1925 et 1930/31 et les répertoires pour 1935 et 1940. Il est membre de la commission de confiance et archiviste du corps pendant plus de 40 ans. En 1934, il réédite le recueil de chansons de l'Albertina (de) de son frère de corps Ludwig Clericus (de) avec des observations critiques sur la culture et l'art. Il aide Johannes Hönig (de) avec la biographie de Ferdinand Gregorovius (1921, 1944). Pendant la Seconde Guerre mondiale, en accord avec Carl Diesch (de), il place les « archives anciennes, vastes et très précieuses » dans le sous-sol de la Bibliothèque d'État et universitaire. Même après l'interdiction de 1941, il édite le Corpsnachrichten imprimé à Berlin et à Königsberg.

## Publications
- Die Teilung der Königin Luise-Schule und die Einführung des neuen Direktors. Königsberg, 1914.
- Wörterverzeichnis zu Ostermann-Müllers Lateinischen Übungsbüchern, Teil 2 (Quinta). 3. Auflage. Leipzig, 1919
- avec Fritz Milkau (de), Verzeichnis sämtlicher Mitglieder des Corps Masovia. Festschrift zum fünfundneunzigsten Stiftungsfeste des Corps Masovia am 14. Juni 1925. Königsberg, 1925.
- mit Otto Lentschat: Wanderkarte durch das nordwestliche Samland. Königsberg, 1926.
- Von den ältesten Königsberger Studentenvereinen vor 100 Jahren. Königsberg, 1927.
- Geschichte des Corps Masovia 1830–1930. Königsberg, 1930.
- Geschichte des Corps Masovia 1830–1930, Teil 2 (1880–1910). Königsberg, 1933.
- Das illustrierte Liederbuch der Albertina. Königsberg, 1934.